# Partit Progressista Serbi
El Partit Progressista Serbi (en serbi: Српска напредна странка / Srpska napredna stranka; SNS) és un partit polític de Sèrbia. Ideològicament, el partit s'autodefineix com a pro-europeu i conservador situant-se al centredreta. Amb tot, diverses veus crítiques i alguns mitjans de comunicació atribueixen un tarannà nacionalista a aquest partit.

## Història
El Partit Progressista Serbi (SNS) fou fundat per Tomislav Nikolić i Aleksandar Vučić el 2008 poc després de les eleccions legislatives com a escissió del Partit Radical Serbi, degut a la manca de suport del partit en la proposta de Nikolić per unir-se a la Unió Europea, i el SNS va esdevenir principal oposició al Partit Demòcrata fins al 2012.
En les eleccions presidencials sèrbies de 2012 Nikolić va ser elegit president de Sèrbia en segona volta, i el partit va guanyar les eleccions legislatives sèrbies de 2012. Vučić va succeir Nikolić com a president del partit, i es va formar un govern de coalició liderat per Ivica Dačić del Partit Socialista de Sèrbia (PSS) amb el SNS. Les tensions entre els dos partits de govern van provocar que Nikolić convoqués eleccions anticipades.
Vučić es va convertir en Primer Ministre després de la victòria a les eleccions legislatives sèrbies de 2014, mantenint l'hegemonia política al país, conformant aliances àmplies i coalicions amb altres forces. El 17 de gener de 2016, Vučić va demanar unes eleccions anticipades al·legant que Sèrbia "necessita quatre anys més d'estabilitat perquè estigui a punt per unir-se a la Unió Europea". Les eleccions es van celebrar simultàniament amb les eleccions provincials a Vojvodina i les eleccions locals a nivell nacional. La coalició liderada pel SNS de Vučić va conservar la seva majoria, guanyant 131 dels 250 escons.
El 15 de juny de 2017, Ana Brnabić va ser proposada a l'Assemblea nacional per assumir la presidència del govern per Vučić, president de la República escollit a les eleccions presidencials sèrbies de 2017, que va guanyar la coalició liderada pel SNS.
L'estiu de 2022 va esclatar la crisi de Kosovo del Nord i l'oposició, unida en la coalició de nou partits Serbia Contra la Violència (Srbija Protiv Nasilja, o SPN) va sol·licitar formalment al President Aleksandar Vučić, el setembre de 2023, la convocatòria de noves eleccions després de manifestar-se durant mesos contra el govern d'Ana Brnabić pel tiroteig a l'escola primària Vladislav Ribnikar de Belgrad i el tiroteig de Mladenovac i Smederevo Mladenovac, i es van celebrar el 17 de desembre de 2023. que va tornar a guanyar el SNS.
El 30 de març de 2024, Miloš Vučević va rebre el mandat del president Vučić per formar el nou govern de Sèrbia i el 2 de maig, l'Assemblea Nacional de Sèrbia va escollir-lo com a primer ministre de Sèrbia. El 28 de gener de 2025, Vučević va dimitir després de les protestes massives pel col·lapse de la marquesina de l'estació de tren de Novi Sad i després de diversos incidents en què membres del Partit Progressista Serbi van atacar estudiants a Novi Sad.

## Presidents
| # | # | President        | President                                       | Inici                | Final              |
| - | - | ---------------- | ----------------------------------------------- | -------------------- | ------------------ |
| 1 |   | Tomislav Nikolić | Official portrait of Tomislav Nikolić from 2012 | 21 d'octubre de 2008 | 24 de maig de 2012 |
| 2 |   | Aleksandar Vučić | A photo of Aleksandar Vučić in June 2019        | 24 de maig de 2012   | 27 de maig de 2023 |
| 3 |   | Miloš Vučević    | Official portrait of Miloš Vučević from 2022    | 27 de maig de 2023   | En el càrrec       |

## Resultats electorals

### Eleccions legislatives
| Any  | Líder            | Vots      | %      | Pos. | Escons    | +/- | Coalició | Govern   | Ref.   |
| ---- | ---------------- | --------- | ------ | ---- | --------- | --- | -------- | -------- | ------ |
| 2012 | Tomislav Nikolić | 940,659   | 25.16% | 1r   | 58 / 250  | 37  | PS       | Coalició | [ 12 ] |
| 2014 | Aleksandar Vučić | 1,736,920 | 49.96% | = 1r | 128 / 250 | 70  | BKV      | Coalició | [ 12 ] |
| 2016 | Aleksandar Vučić | 1,823,147 | 49.71% | = 1r | 93 / 250  | 35  | SP       | Coalició | [ 12 ] |
| 2020 | Aleksandar Vučić | 1,953,998 | 63.02% | = 1r | 157 / 250 | 64  | ZND      | Coalició | [ 12 ] |
| 2022 | Aleksandar Vučić | 1,635,101 | 44.27% | = 1r | 95 / 250  | 62  | ZMS      | Coalició | [ 13 ] |
| 2023 | Miloš Vučević    | 1,783,701 | 48.07% | = 1r | 105 / 250 | 10  | SNSDS    | Coalició | [ 14 ] |

### Eleccions presidencials
| Any  | Candidat         | 1a volta | 1a volta  | %      | 2a volta | 2a volta  | %      | Ref.   |
| ---- | ---------------- | -------- | --------- | ------ | -------- | --------- | ------ | ------ |
| 2012 | Tomislav Nikolić | 2n       | 979,216   | 26.22% | 1r       | 1,552,063 | 51.16% | [ 12 ] |
| 2017 | Aleksandar Vučić | 1r       | 2,012,788 | 56.01% | N/D      | —         | —      | [ 12 ] |
| 2022 | Aleksandar Vučić | 1r       | 2,224,914 | 60.01% | N/D      | —         | —      | [ 13 ] |

### Eleccions provincials
| Any  | Líder          | Vots    | %      | Pos. | Escons   | +/- | Coalició | Govern   | Ref.   |
| ---- | -------------- | ------- | ------ | ---- | -------- | --- | -------- | -------- | ------ |
| 2012 | Igor Mirović   | 185,311 | 19.26% | 2n   | 22 / 120 | 22  | PV       | Oposició | [ 15 ] |
| 2016 | Igor Mirović   | 428,452 | 45.78% | 1r   | 63 / 120 | 41  | SP       | Coalició | [ 16 ] |
| 2020 | Igor Mirović   | 498,495 | 61.58% | = 1r | 65 / 120 | 2   | ZND      | Coalició | [ 17 ] |
| 2023 | Damir Zobenica | 466,035 | 48.82% | = 1r | 59 / 120 | 6   | VNSDS    | Coalició | [ 18 ] |

### Eleccions a l'Assemblea de Belgrad
| Any  | Líder            | Vots    | %      | Pos. | Escons   | +/- | Coalició | Govern      | Ref.   |
| ---- | ---------------- | ------- | ------ | ---- | -------- | --- | -------- | ----------- | ------ |
| 2012 | Tomislav Nikolić | 219,198 | 26.83% | 2n   | 37 / 110 | 37  | PS       | Oposició    | [ 19 ] |
| 2014 | Aleksandar Vučić | 351,183 | 43.62% | 1r   | 63 / 110 | 26  | BKV      | Majoria     | [ 20 ] |
| 2018 | Aleksandar Vučić | 366,461 | 44.99% | = 1r | 64 / 110 | 1   | ZSVB     | Majoria     | [ 21 ] |
| 2022 | Aleksandar Vučić | 348,345 | 38.83% | = 1r | 36 / 110 | 28  | ZMS      | Coalició    | [ 22 ] |
| 2023 | Miloš Vučević    | 367,239 | 39.93% | = 1r | 40 / 110 | 4   | BNSDS    | Anticipades | [ 23 ] |
| 2024 | Miloš Vučević    | 387,326 | 53.79% | = 1r | 45 / 110 | 5   | BS       | Majoria     | [ 24 ] |